# Oceania Swimming Association

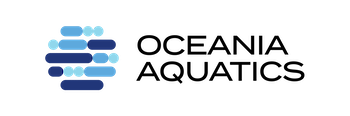
Logo de Oceania Swimming Association

L'Oceania Swimming Association (OSA) est l'association continentale des fédérations nationales Océanienne de natation, fondée en 1991. Elle supervise les compétitions internationales asiatiques de natation sportive, natation en eau libre, natation synchronisée, plongeon et water-polo. Elle est membre de la Fédération internationale de natation (FINA). Elle organise notamment les Championnats d'Océanie de natation.

## Membres
En décembre 2010, treize fédérations nationales sont recensées par l'OSA sur son site web. Elles représentent les pays suivants : Australie, Îles Cook, Fidji, Guam, Îles Mariannes du Nord, Îles Marshall, Micronésie, Nouvelle-Zélande, Palaos, Papouasie-Nouvelle-Guinée, Polynésie française, Samoa et Samoa américaines.

## Historique
La fondation de l'OSA a lieu en janvier 1991 pendant les championnats du monde de natation de Perth, en Australie.
Entre 2008 et 2010, trois fédérations nationales océaniennes apparaissent dans la liste des membres de la FINA (cas des Tonga) ou sont évoquées par le président de l'OSA (Îles Salomon et Vanuatu), sans être membres de la fédération continentale. En juillet 2009, le rapport du président de l'OAS évoquait le besoin de « faire revivre la fédération des Îles Salomon » dont le nouveau site web rappelle une absence d'activités fédérales de 1991 à février 2009. La Fédération de natation de Vanuatu n'est pas listée par la FINA en décembre 2010 alors que son adhésion temporaire fut acceptée vers 2008 ou 2009,. Enfin, l'Association de natation des Tonga est membre de la FINA depuis janvier 2010, sans avoir encore été inscrite à l'OAS à la fin de la même année,.